# Оливера, Эктор
Э́ктор Оливе́ра (исп. Héctor Olivera; род. 5 апреля 1931, Оливос, Буэнос-Айрес) — аргентинский кинорежиссёр, сценарист и продюсер.

## Биография
Начал обучение в школе при военной академии. В семнадцать лет начал работать вторым помощником режиссёра. В 25 лет создал собственную производственную студию, которая за время своего существования выпустила более 100 фильмов.
В 1964 году продюсирует картину по собственному сценарию «Сначала я» (исп. Primero yo) в постановке Фернандо Айала. Она была представлена в главной конкурсной программе киновестиваля в Каннах, но уступила Золотую пальмовую ветвь музыкальной мелодраме «Шербурские зонтики». В 1972 и 1973 годах Эктор Оливера готовит крупный документальный проект «Argentinísima» и «Argentinísima II» о музыкальной культуре Аргентины. Принимал участие в создании как коммерческих, так и менее доходных кинолент острой социальной направленности: «Мятежная Патагония» (исп. La Patagonia rebelde, 1974 год), «Смешная грязная маленькая война» (исп. No habrá más penas ni olvido, 1983 год), «Ночь карандашей» (исп. La noche de los lápices, 1986 год).
В качестве члена жюри принимал участие в Каннском кинофестивале 1988 года и Берлинале 1998 года.
В качестве признания заслуг режиссёру в 2004 году вручена почётная премия «Серебряный кондор» за вклад в кинематограф на протяжении всей карьеры.

## Избранная фильмография
| Год  |   | Русское название                | Оригинальное название        | Роль                                                                      |
| ---- | - | ------------------------------- | ---------------------------- | ------------------------------------------------------------------------- |
| 1964 | ф | Сначала я                       | Primero yo                   | сценарист, продюсер                                                       |
| 1972 | ф |                                 | Argentinísima                | режиссёр, сценарист                                                       |
| 1973 | ф |                                 | Argentinísima II             | режиссёр, сценарист                                                       |
| 1974 | ф | Мятежная Патагония              | La Patagonia rebelde         | режиссёр / «Серебряный медведь» 1974 год                                  |
| 1983 | ф | Смешная грязная маленькая война | No habrá más penas ni olvido | режиссёр, сценарист / специальный приз жюри «Серебряный медведь» 1984 год |
| 1986 | ф | Ночь карандашей                 | La noche de los lápices      | режиссёр, сценарист / номинация на главный приз ММКФ                      |
| 1994 | ф | Скоро ты станешь тенью          | Una sombra ya pronto serás   | режиссёр, сценарист / 5 наград и 5 номинаций на «Серебряный кондор»       |